# خوان کارلوس سیسنروس
خوان کارلوس سیسنروس (انگلیسی: Juan Carlos Cisneros؛ زادهٔ ۱۸ مهٔ ۱۹۷۷) بازیکن فوتبال اهل آرژانتین است.
از باشگاه‌هایی که در آن بازی کرده‌است می‌توان به باشگاه فوتبال کولو-کولو اشاره کرد.